# Münchner Unterstützungsmodell gegen häusliche Gewalt
Das Münchner Unterstützungsmodell gegen häusliche Gewalt (kurz MUM) ist ein Kooperationsprojekt der Polizei Bayern mit freien Trägern der Wohlfahrtspflege, das Opfern häuslicher Gewalt Beratung und Hilfe bietet und seit 1. Juli 2004 besteht. Es entstand auf dem Hintergrund des Gewaltschutzgesetzes von 2002. Wichtigste Grundlage ist ein gemeinsamer Beratungsstandard.

## Aufbau und öffentliche Wahrnehmung
Im Rahmen des Münchner Unterstützungsmodells gegen häusliche Gewalt (MUM) arbeiten das Kommissariat für verhaltensorientierte Prävention und Opferschutz des Polizeipräsidiums München mit sechs städtisch geförderten Münchner Fachberatungsstellen (s. Kooperationspartner) verbindlich zusammen. Das Projekt basiert auf einem von den beteiligten Institutionen vereinbarten Beratungsstandard. Es zielt auf – aus polizeilicher Sicht – vergleichsweise einfach gelagerte Fällen wie Körperverletzung und Beleidigung.
Das Projekt war zunächst als einjähriges Modellprojekt eingerichtet worden. Sobald und wenn die Polizei die Daten weitergibt, wird binnen drei Werktagen die betreffende Person angerufen und über ihre Rechte nach dem Gewaltschutzgesetz informiert. Sie erfährt auch eine bedarfsgerechte Weitervermittlung, so notwendig. Durch den proaktiven Ansatz werden vermehrt auch Migrantinnen erreicht, die sonst keinen Zugang zu entsprechenden Hilfseinrichtungen haben. Die Philip Morris GmbH unterstützte das Projekt im Rahmen ihrer Initiative „Für ein Zuhause ohne Gewalt“ und ermöglichte eine Weiterführung nach 2006.
Die Beratung kann allen Opfern häuslicher Gewalt in der Stadt München und dem Landkreis München angeboten werden. Die Polizei informiert die beteiligten Beratungsstellen bei Fällen von häuslicher Gewalt, falls die Opfer mit der Weitergabe ihrer personenbezogenen Daten einverstanden sind. Diese setzen sich proaktiv mit den Betroffenen in Verbindung und bieten umfassende Beratung zur rechtlichen Situation sowie praktische Hilfen an.
Auf dem 17. Deutschen Präventionstag wurde das Projekt als fachübergreifend anerkannte Institution genannt und mit einem Vortrag gewürdigt. Demnach wurden im Jahr 2011 über 1400 Opfer von häuslicher Gewalt beraten. Die Polizei München führte 2013 etwa 3500 Delikte pro Jahr auf, bei denen sich rund 1600 Frauen beraten ließen, gut die Hälfte von der Polizei selbst. 70 Prozent der beim Frauennotruf Hilfesuchenden gelingt eine Neuorientierung. Angesichts eines Mordfalls 2013, bei dem ein Hinweis auf eine Facebookdrohung des Exmanns zu lange bei der Staatsanwaltschaft lag, wurden eine separate Bearbeitung von Fällen häuslicher Gewalt sowie eine Verschärfung der Strafen für Verstöße gegen Kontaktverbote gefordert.
Auf der Fachtagung „Bayern gegen häusliche Gewalt“ wurde es 2007 als Best-practice-Beispiel vorgestellt.
Zum zehnten Jahrestag des Bestehens des Kooperationsprojektes wurde 2014 in München ein Fachtag unter der Schirmpatenschaft von Polizeipräsident Hubertus Andrä und mit Unterstützung der Landeshauptstadt München durchgeführt.
In der Fachliteratur wird MUM deutschlandweit als gemeinsam mit dem Berliner Interventionsprojekt gegen Männergewalt (BiG e. V.) führend bezeichnet. Gegenüber vergleichbaren österreichischen Projekten habe MUM den vorsorgenden Effekten einen höheren Stellenwert gegeben.

## Kooperationspartner
- Polizei Bayern
- Sozialdienst katholischer Frauen München
- Frauen helfen Frauen e. V.
- Frauenhilfe München, Beratungsstelle
- Frauennotruf München
- Interventionsstelle des Landkreises München
- Münchner Informationszentrum für Männer[2][12]